# Pati Jinich
Patricia Drijanski (Ciudad de México, 30 de marzo de 1972), más conocida como Pati Jinich es una chef mexicana, ganadora de prestigiosos reconocimientos, conductora de televisión, autora de libros de cocina y conocida por su serie de televisión, Pati's Mexican Table. Es la chef residente del Instituto Cultural Mexicano en Washington, D.C., desde 2007.

## Biografía
Ha aparecido en los programas The Today Show, The Chew, The Talk, CBS this morning, The Home and Family Show, All Things Considered, Morning Edition y The Splendid Table, entre otros y sus artículos sobre comida se han publicado en The Washington Post.
En mayo del 2014, Jinich fue invitada a cocinar la cena del 5 de mayo, para el presidente Barack Obama.

## Inicios
Jinich, de nacimiento Patricia Drijanski es la menor de cuatro hermanas, nació y creció en la Ciudad de México. Sus abuelos fueron refugiados judíos, de Polonia por vía paterna y de Austria por vía materna. Su padre fue arquitecto y joyero que después se dedicó a trabajar en restaurantes, y su madre tenía una galería de arte.
La comida siempre fue parte importante en su vida familiar y sus hermanas mayores se iniciaron en el arte culinario de forma temprana, no así Jinich, quien creció con la idea de ser académica. Se graduó en ciencias políticas en el Instituto Tecnológico Autónomo de México, y obtuvo una maestría en estudios latinoamericanos de la Universidad de Georgetown, para más tarde trabajar en un reconocido centro de investigación en Washington D. C., como analista en política.

## Ámbito culinario
Pati Jinich se mudó de México a Dallas, Texas, con su esposo Daniel Jinich. Al extrañar su hogar, se dedicó a investigar y practicar la cocina mexicana. Pronto comenzó a enseñar sobre esta a sus amigos y vecinos. Al mismo tiempo que escribía su tesis para la maestría, ofreció colaborar en la TV abierta de Dallas en un documental sobre la Revolución Mexicana, el cual ya estaba finalizado, por lo que trabajó como asistente de producción de otro proyecto: la serie New Tastes from Texas, conducido por el chef Stephan Pyles.
Dos años después, se reubicó en Washington D. C. con su esposo y primogénito, y fue aquí en donde retomó sus estudios obteniendo la maestría en Georgetown y el trabajo que soñaba en un prestigioso centro de investigación. Sin embargo, nunca dejó de pensar en la comida, por lo que poco después, se inscribió en L'Academie de Cuisine de Maryland.
Jinich se visualizaba escribiendo artículos sobre cocina mexicana y enseñando desde la cocina de su casa. Fue el director ejecutivo del Instituto Cultural Mexicano en Washington D. C., quien la invitó a llevar su programa de cocina al Instituto. En 2007 lanzó su serie sobre cocina mexicana en el que da clases de cocina, acompañadas con degustaciones, programa que continúa hoy día. Las clases muestran la habilidad de Jinich para combinar sus conocimientos regionales y culturales con la cocina mexicana y en cada clase se explora un solo tema, por ejemplo: platillos de la Revolución Mexicana, un menú de vainilla histórico, o platillos que se servían en los conventos durante el México Colonial.
Alrededor del mismo año, comenzó a escribir su blog sobre cocina mexicana, el cual se acompañó de diversas invitaciones a participar en publicaciones impresas y a dar pláticas y demostraciones sobre cocina para el radio y la televisión. La inteligencia y carisma de Jinich captó la atención de los productores y después de estudiar varias opciones, decidió que el canal WETA-TV era el lugar ideal para la transmisión de su programa Pati's Mexican Table por su compromiso con lo auténtico e independiente que la plataforma de PBS y la televisión abierta transmiten en su programación.

## Televisión
En Pati's Mexican Table, Jinich comparte la cocina mexicana junto con la gran historia y cultura de México, su experiencia personal y vida familiar, y su constante comunicación con cocineros de ambos lados de la frontera. La serie se transmite a nivel nacional en los Estados Unidos a través de la televisión abierta (distribuida por APT) y en el canal Creative TV. También se transmite por el canal Asian Food Channel en el sureste de Asia, en el Food Network en Australia, y en TLN en Canadá.
La primera temporada (2011) y la segunda temporada (2012) fueron producción de Cortez Brothers, una compañía productora bilingüe ubicada en el sur de California, la cual Jinich eligió por su afinidad con México y su cultura.
Gordon Elliot, el productor ganador del Emmy por el programa The Chew de la ABC y varios programas de la Food Network y su equipo de Follow Productions, firmaron con Jinich para el comienzo de la tercera temporada y juntos cambiaron el formato del show, para combinar  la cocina con viajes, mostrando de esa manera cada vez más secuencias de Pati en México y de su vida familiar.
La tercera temporada se estrenó en 2014, la cuarta en 2015, la quinta en otoño del 2016 y actualmente en septiembre de 2017 inició la sexta dedicada a la cocina oaxaqueña.

## Libros de cocina
Pati’s Mexican Table: The Secrets of Real Mexican Cooking
El primer libro de Jinich, Pati’s Mexican Table: The Secrets of Real Mexican Cooking, fue publicado por Houghton Mifflin Harcourt en marzo de 2013. El libro presenta la cocina casera mexicana con la que Jinich creció, y cuenta con recetas de su infancia en la Ciudad de México. Llegó en 2013 al lugar del “Mejor libro de cocina del año” en Amazon, la lista de “El mejor libro de cocina del 2013” del Washington Post, la lista de “Los mejores libros del staff 2013” de The Splendid Table, y la lista de “Nuestros mejores libros de cocina del 2013” de Serious Eats.
Mexican Today: New and Rediscovered Recipes for Contemporary Kitchens
El segundo libro de Jinich, Mexican Today: New and Rediscovered Recipes for Contemporary Kitchens, fue publicado por Houghton Mifflin Harcourt en abril de 2016.
En este libro Jinich explora platillos mexicanos, así como las reinterpretaciones de éstos.

## Vida personal
Jinich vive en Chevy Chase, Maryland, con su esposo Daniel Jinich y sus tres hijos.

## Premios y galardones
- Jinich ganó el premio "James Beard" en la categoría de personalidad sobresaliente por el programa Pati's Mexican Table, temporada 6 (2018).
- Jinich fue nombrada una de las “5 Embajadoras de la Frontera" entre Estados Unidos y México por parte de la publicación líder en política Americas Quarterly (2017).
- Jinich y Pati's Mexican Table fueron nominados para el premio “James Beard”, como  programa destacado de televisión cuya transmisión se realiza en estudio o locación (2017).
- Jinich fue nominada para el premio “Daytime Emmy” como conductora destacada de programa culinario (2016).
- Jinich fue nominada para el premio “James Beard”, por personalidad sobresaliente (2016).
- Jinich and Pati's Mexican Table ganaron el premio “Imagen” como mejor programa nacional informativo (2016).
- Jinich and Pati's Mexican Table ganaron dos premios “Taste” de manera consecutiva como mejor programa étnico (2016, 2015).
- Pati's Mexican Table fue nominado para el premio “Imagen” como mejor programa nacional informativo (2014).
- Pati's Mexican Table fue nominado para el premio “IACP” como mejor serie culinaria (2014).
- El libro de cocina Pati's Mexican Table fue seleccionado en 2013 por los premios “Gourmand World Cookbook Best in the World List”.
- Jinich cocinó en la Casa Blanca para la cena del Cinco de Mayo del presidente Barack Obama (2014).
- Jinich fue nombrada miembro para la Alianza Global de las Naciones Unidas para el Cuerpo de Cocineros de Estufas Limpias (2015).